# Barbu de Kra
Psilopogon chersonesus
Espèce
Statut de conservation UICN

 LC  : Préoccupation mineure
Le Barbu de Kra (Phylloscopus borealoides) est une espèce de passereaux de la famille des Megalaimidae.

## Répartition
Son aire restreinte s'étend à travers les collines Tenasserim dans le Sud de la Thaïlande.